# 南亨廷頓 (紐約州)
南亨廷頓（英語：South Huntington）是位於美國紐約州薩福克縣的普查規定居民點。

## 人口
根據2020年美國人口普查的數據，南亨廷頓的面積為8.85平方千米，皆為陸地。當地共有人口9561人，而人口密度為每平方千米1,080.34人。